# جيويل اسورو
جيويل اسورو (بالسويدية: Joel Asoro)‏ (27 أبريل 1999 بالسويد - ) هو لاعب كرة قدم سويدي في مركز الهجوم. لعب مع نادي سندرلاند.

## وصلات خارجية
- جيويل اسورو على موقع الاتحاد الأوربي (الإنجليزية)
- جيويل اسورو على موقع قاعدة بيانات كرة القدم.إي يو (الإنجليزية)
- جيويل اسورو على موقع ناشيونال فوتبول تيمز (الإنجليزية)
- جيويل اسورو على موقع Soccerbase.com (لاعب) (الإنجليزية)
- جيويل اسورو على موقع Soccerway.com (الإنجليزية)
- جيويل اسورو على موقع عالم كرة القدم.نت (الإنجليزية)
- جيويل اسورو على موقع AS.com (الإسبانية)